# Кебара

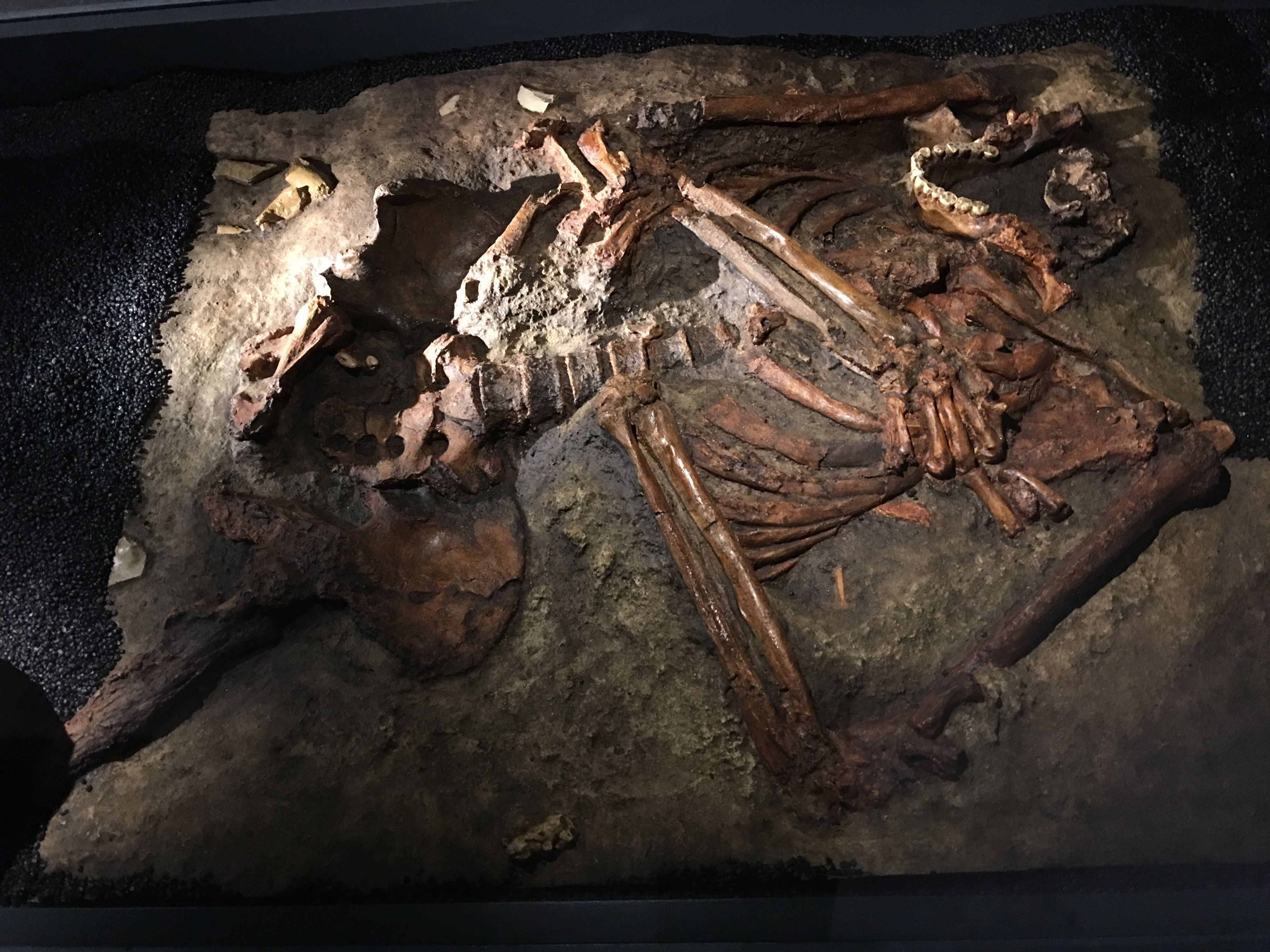
Неандерталец Kebara 2

Пещера Кебара (ивр. מערת כבארה‎, транслит. Me’arat Kebbara, араб. مغارة الكبارة‎, транслит. Mugharat al-Kabara) — известняковая пещера в местности Вади-Кебара на высоте 60—65 м над уровнем моря на западном склоне горы Кармель примерно в 10 км от археологического городища Кесария.
Пещера была населена в период 60 000—48 000 лет назад (средний палеолит) и получила известность в связи с находками останков гоминид, которые сделал профессор Офер Бар-Йосеф.
Хотя раскопки в пещере проводили ещё в начале 1930-х годов Дороти Гаррод и Франсис Тюрвиль-Петре, наиболее важные находки здесь были сделаны в 1982 году, когда был обнаружен почти полный скелет неандертальца. Получивший среди археологов прозвище «Моше» и датируемый примерно 60 тыс. лет назад, скелет сохранил большую часть позвоночного столба, рёбер и таза. Череп и бо́льшая часть нижних конечностей отсутствуют.
Подъязычная кость неандертальца Kebara 2 по своему строению мало чем отличалась от подъязычной кости анатомически современного человека и использовалась она аналогичным образом. Грудная клетка мальчика Homo erectus из Турканы (KNM-WT 15000) более похожа на грудную клетку более коренастых человеческих родственников, таких как неандерталец Кебара-2, чем на грудную клетку Homo sapiens.
В пещере Кебара 20% орудий несут следы ретуши, в то время как в пещере Кафзех количество таких орудий достигает 64%.
От пещеры получила название эпипалеолитическая кебарская культура.